# Acraea petraea
Acraea petraea är en fjärilsart som beskrevs av Jean Baptiste Boisduval 1847. Acraea petraea ingår i släktet Acraea och familjen praktfjärilar. Inga underarter finns listade i Catalogue of Life.

## Bildgalleri

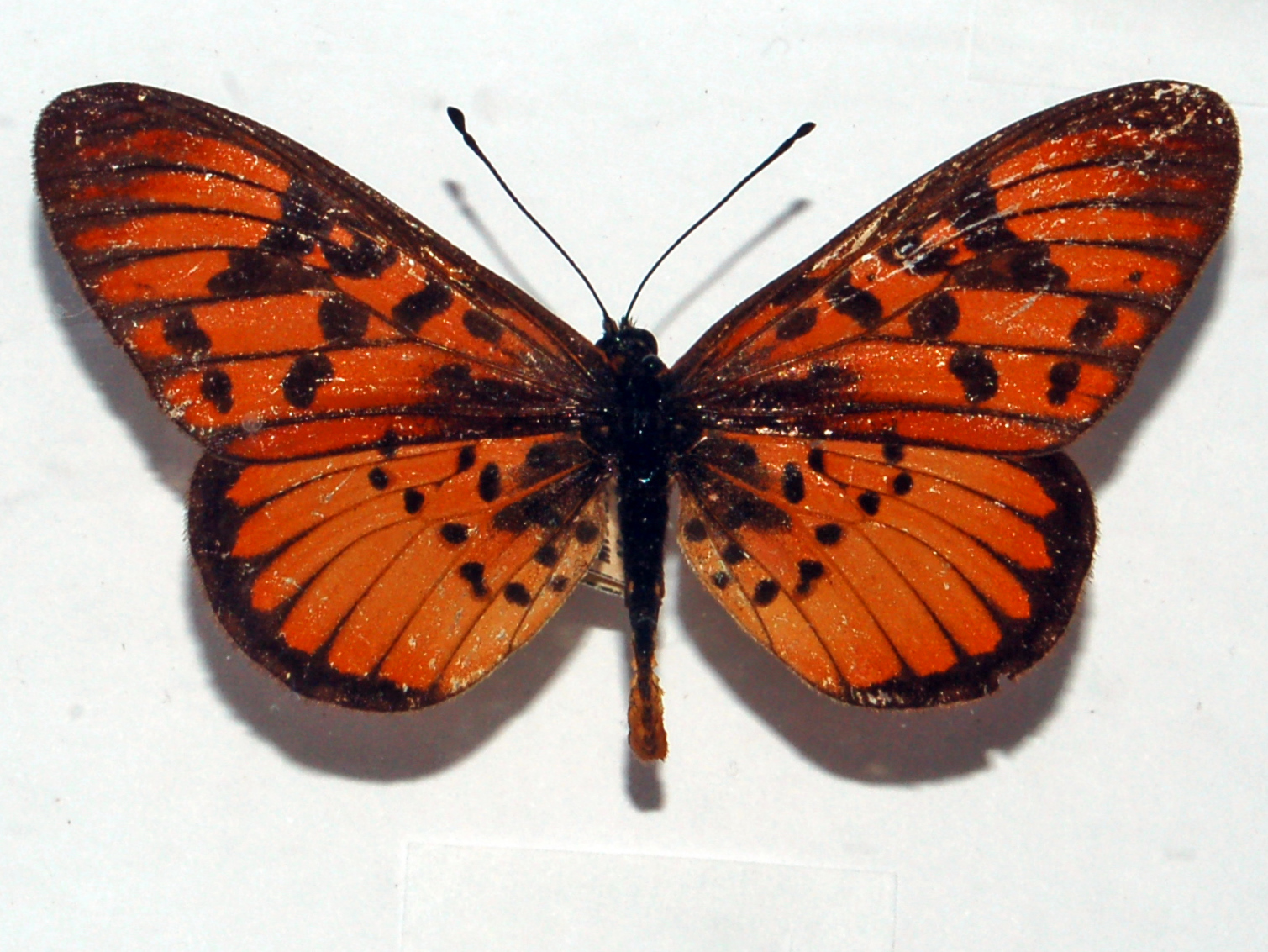